# Associação Acadêmica e Desportiva Vitória das Tabocas
A Associação Acadêmica e Desportiva Vitória das Tabocas (conhecido apenas por Vitória das Tabocas e cujo acrônimo é AADV Vitória), ou simplesmente de forma abreviada Vitória-PE, é um clube de Futebol brasileiro fundado em 1990 como Associação Desportiva Vitória, tendo  encerrado suas atividades em 2007 após ser desfiliado da FPF (Federação Pernambucana de Futebol), devido à ausência de explicações acerca do não comparecimento no jogo contra o Íbis Sport Club em 11 de agosto de 2007, na penúltima rodada da 1ª fase da segunda divisão estadual do mesmo ano e retornado em 6 de maio de 2008 como Associação Acadêmica e Desportiva Vitória das Tabocas. No futebol, é o mais bem-sucedido do município de Vitória de Santo Antão e no futebol feminino é um dos melhores times de futebol do Brasil.
Também o maior campeão estadual com sete conquista na modalidade.
No masculino, seus principais títulos, destacam-se o Bicampeonato da segunda divisão pernambucana em 2008 e 2013. Conhecido como Tricolor das Tabocas, as cores do clube, presentes no escudo oficial, são o vermelho, azul e branco. O seu rival historico é o Vera Cruz (time da mesma cidade) que também joga no estádio Carneirão em Vitória de Santo Antão, os dois times fazem o clássico VI-VER. Em 2018, o Vitória disputou a série A1 do Campeonato Pernambucano e com a quinta colocação geral, conquistou uma vaga para disputar a Série D do Brasileirão em 2019.

## História
A história da Associação Acadêmica e Desportiva Vitória das Tabocas, começa no dia 3 de maio de 2008, ao convite de Paulo Roberto Leite de Arruda (prefeito eleito de Vitória de Santo Antão no mesmo ano), um grande grupo de pessoas foram recebidas e reuniram-se em Assembleia Geral para fundar um Clube de Futebol que viesse representar a Terra de Tabocas. Mais a história do clube começa anteriormente quando o clube era denominado como Associação Desportiva Vitória, fundado em 3 de agosto de 1990  numa iniciativa do Dr. Paulo Roberto e do saudoso José Edson da Silva ("Zezinho do Corinthians"), presidente da Liga Vitoriense de Futebol, juntaram-se a eles os desportistas Neildo David, Valmir Willians, Adílson S. de Brito, Elpídio Moura, Bartolomeu de Souza, Geraldo Lima, Pindoba, João Cerino, Giselda Tavares e Alcides Gomes que resolveram criar um time profissional à altura da cidade e que pudesse também estimular a prática entre as crianças e adolescentes da região.
Em 2007, o clube passou pelo que seria o pior momento em sua história: no campeonato da segunda divisão pernambucana não compareceu ao jogo contra o Íbis em 11 de agosto, jogo valido pela penúltima rodada da 1ª fase e devido à ausência de explicações acerca do não comparecimento no jogo, a Federação Pernambucana de Futebol (FPF) decidiu punir o clube com a desfiliação e proibindo-o de disputar competições oficiais. O clube ressurgiu ano seguinte reformulado e contando com a ajuda do Dr. Paulo Roberto em assembleia geral. No retorno, agora denominado AAD Vitória das Tabocas, conquistou o título da Série A2 em 2008, voltando novamente a elite do futebol pernambucano.[carece de fontes?]
Em 2009 e 2010, o Vitória jogou a primeira divisão novamente. No ano seguinte, 2011, a torcida amargou de novo o rebaixamento. Em uma série de troca de treinadores, Peu Santos deu vaga a Charles Muniz, que foi substituído por Rinaldo Lima, em seguida. Não deu sorte, o clube mais uma vez foi rebaixado. Voltou à segundona e disputou em 2012. Chegou perto, mas não subiu.
O ano do recente acesso foi 2013. Numa tarde de quarta-feira, 30 de outubro, Vitória e Timbaúba jogavam no Carneirão. Estava em campo duas fortes equipes. Era confronto perigoso e quem vencesse levava a vantagem para o jogo da volta, em Timbaúba, no Estádio Ferreira Lima, quatro dias depois. O primeiro tempo não reservou muita emoção, mas, o segundo, mudou o rumo da história. Kleitinho calou a torcida presente no Carneirão aos 05 minutos. Ele recebeu um cruzamento perfeito de Diego Gois e mandou a pelota para as redes do goleiro Preto. Aos 33 minutos, Índio, o prata da casa, fez um cruzamento e a bola foi morrer na meta timbaubense após cochilo do goleiro. Sete minutos depois, também em jogada que veio por cima, Alan Rocha tocou a bola na saída do arqueiro e decretou a virada.
Foi em Timbaúba que o acesso acabou conquistado. A torcida da casa havia lotado o estádio para ver o jogo que teve a mesma dinâmica do primeiro, só que o gol da vitória saiu apenas aos 44 minutos do segundo tempo. Robertinho, recebeu a bola no meio de dois marcadores, saiu em velocidade e chutou no canto direito do goleiro. O meia-atacante era muito veloz e habilidoso. O time era comandado por Maurílio Silva, que tinha experiência como jogador e chegou a fazer história no Palmeiras. Na final o clube desbancou o América-PE nas penalidades após um empate em 0 a 0.
Em 2015, o clube vive a mesma expectativa às vésperas de uma decisão. Como caiu em 2014, os vitorienses estavam a uma simples vitória da primeira divisão no segundo jogo da semifinal da segunda divisão. O primeiro empate contra o Afogados da Ingazeira, teve vantagem do Taboquito, que venceu por 4 a 2. No segundo jogo uma derrota por 2 a 1, mas a vaga foi garantida na primeira divisão.
o Vitória das Tabocas teve uma boa campanha no campeonato pernambucano de 2018, quando ficou na 5º colocação e garantiu uma vaga para a Série D de 2019. Foi eliminado do campeonato perdendo todas as partidas.
Pela disputa do Campeonato Pernambucano de 2021, o Vitória ficou na última colocação com 5 pontos e teve de disputar o quadrangular do rebaixamento, mesmo com a vitória sobre o Central, a vitória do Retrô sobre o Sete de Setembro por 1 a 0 declarou o rebaixamento taboquense.

## Estádio
O Estádio Municipal Severino Cândido Carneiro, também popularmente conhecido como Carneirão, é o principal campo do Vitória em competições oficiais que disputa. Também é a casa do seu principal rival, o Vera Cruz Futebol Clube.
O estádio já teve recorde de público de 7.983 pessoas e sua capacidade é de 10.991 pessoas. Infelizmente em 2018, o estádio se encontra sem condições de uso devido ao abandono e durante toda a competição neste ano, o clube mandou seus jogos na Arena Pernambuco, em São Lourenço da Mata.

## Símbolos

### Escudo
O atual escudo do Vitória homenageia o escudo da antiga Associação Desportiva Vitória, com os dois leões, o globo com a faixa escrita Tabocas e a Cruz de Savoia com as iniciais A.A.D.V.T. Atualmente, o escudo tem três estrelas no topo; duas douradas nos lados e uma vermelha no meio com quatro estrelas brancas em seu interior. Este escudo remete ao heptacampeonato estadual de futebol feminino.
| Evolução do Escudo do Vitória | Evolução do Escudo do Vitória | Evolução do Escudo do Vitória | Evolução do Escudo do Vitória | Evolução do Escudo do Vitória | Evolução do Escudo do Vitória |
| 1990-2007                     | 2008-2009                     | 2010                          | 2011                          | 2012-2015                     | 2015-                         |
| ----------------------------- | ----------------------------- | ----------------------------- | ----------------------------- | ----------------------------- | ----------------------------- |

## Títulos
| INTERESTADUAIS | INTERESTADUAIS          | INTERESTADUAIS | INTERESTADUAIS |
|                | Competição              | Títulos        | Temporadas     |
| -------------- | ----------------------- | -------------- | -------------- |
|                | Taça Cidade do Cabo     | 1              | 1992           |
| ESTADUAIS      |                         |                |                |
|                | Competição              | Títulos        | Temporadas     |
|                | Copa Pernambuco         | 2              | 1995 e 2004    |
|                | Pernambucano - Série A2 | 2              | 2008 e 2013    |

Outros títulos
- Taça Internacional (Suíça): 1993.
- Taça Banco do Brasil: 1997.

## Estatísticas

### Campanhas de destaque
| Associação Acadêmica e Desportiva Vitória das Tabocas | Associação Acadêmica e Desportiva Vitória das Tabocas | Associação Acadêmica e Desportiva Vitória das Tabocas | Associação Acadêmica e Desportiva Vitória das Tabocas | Associação Acadêmica e Desportiva Vitória das Tabocas |
| Torneio                                               | Campeão                                               | Vice-campeão                                          | Terceiro colocado                                     | Quarto colocado                                       |
| ----------------------------------------------------- | ----------------------------------------------------- | ----------------------------------------------------- | ----------------------------------------------------- | ----------------------------------------------------- |
| Campeonato Brasileiro - Série D                       | 0 (não possui)                                        | 0 (não possui)                                        | 0 (não possui)                                        | 0 (não possui)                                        |
| Pernambucano - Série A1                               | 0 (não possui)                                        | 0 (não possui)                                        | 0 (não possui)                                        | 0 (não possui)                                        |
| Pernambucano - Série A2                               | 2 (2008 e 2013)                                       | 1 (2015)                                              | 0 (não possui)                                        | 0 (não possui)                                        |
| Copa Pernambuco                                       | 0 (não possui)                                        | 0 (não possui)                                        | 0 (não possui)                                        | 0 (não possui)                                        |

Histórico em competições oficiais
Participações
|  | Participações em 2025 |

| Competição | Competição              | Temporadas | Melhor campanha       | Estreia | Última | P | R |
| Pernambuco | Campeonato Pernambucano | 10         | 4º colocado (3 vezes) | 1991    | 2021   |   | 3 |
| Pernambuco | Série A2                | 7          | Campeão (2008 e 2013) | 2008    | 2025   | 2 | – |
| Brasil     | Série C                 | 5          | 11º colocado (1992)   | 1992    | 2005   | – | – |
| Brasil     | Série D                 | 1          | 67º colocado (2019)   | 2019    | 2019   | – |   |

Vitória (Futebol feminino)

#### Principais títulos
No futebol feminino, o Vitória das Tabocas, está consolidado no futebol feminino de Pernambuco e é o maior campeão do estado, afrente do Sport Club do Recife, o segundo maior campeão.
| ESTADUAIS  | ESTADUAIS                       | ESTADUAIS | ESTADUAIS                                 |
|            | Competição                      | Títulos   | Temporadas                                |
| ---------- | ------------------------------- | --------- | ----------------------------------------- |
| Pernambuco | Pernambucano - Feminino         | 7         | 2010, 2011, 2012, 2013, 2014, 2015 e 2016 |
| Pernambuco | Troféu Maria do Carmo de Amorim | 1         | 2014                                      |

## Ídolos
Ao longo de sua história, o clube contou com grandes jogadores e técnicos que deram grandes títulos e conquistas no cenário futebolístico pernambucano.
- João Erodilson Teófilo dos Santos[27]: Ex-futebolista e vereador de Vitória de Santo Antão.

## Rivalidades

### Clássico Vi-Ver[28]
Em longo de sua história, o Vitória das Tabocas tem como principal rival o Vera Cruz Futebol Clube, clube do mesmo município e quando ainda era Associação Desportiva Vitória. Ambas equipes, juntas possuem 5 títulos da série A2. As equipes se enfrentaram pela primeira vez em 2013, quando o tricolor das tabocas conquistou seu segundo título estadual e se enfrentaram em 4 jogos.

## Fatos históricos
- No futebol feminino, o Vitória é o clube que possuí mais títulos do estadual pernambucano feminino. No total, são 7 títulos, 1 heptacampeonato consecutivo e 2 títulos conquistado de forma invicta. Números que representa a força de uma das melhores equipes femininas no país.[30]

- Em 2013, o time ficou conhecido por aplicar uma das maiores goleadas da história do Futebol Feminino e do Futebol Brasileiro em jogos oficiais: 34 a 0 no PMPE.[31][32]